# Birgit Rosengren
Birgit Elisabet Ahrle, känd under flicknamnet Birgit Rosengren, född 27 november 1912 i Maria församling på Södermalm i Stockholm, död 6 oktober 2011 i Västerleds församling i Stockholm, var en svensk skådespelare.

## Biografi
Birgit Rosengren studerade vid Dramatens elevskola 1931–1933. Hon medverkade i Kar de Mummas revy på Blancheteatern 1931 och 1937. Hon filmdebuterade 1934 i Schamyl Baumans Flickorna från Gamla stan. 1945 drabbades hon av polio och tvingades till ett tio års långt scenuppehåll. Birgit Rosengren arbetade även under många år för Sveriges Radio i Stockholm. 
Rosengren blev som 92-åring mycket uppmärksammad då hon år 2004 berättade om sitt eget liv i SVT:s program Det goda samtalet för journalisten och programledaren Suzanne Axell. Efter programmet fick Birgit Rosengren en "andra karriär" och hade en föreläsningsserie på bibliotek tillsammans med sin son Leif Ahrle. Intervjun med Rosengren blev också ett av de mest sedda programmen i "Det goda samtalets" historia.
Birgit Rosengren var gift första gången med skådespelaren Elof Ahrle från 1940 till hans död 1965 och andra gången med skådespelaren Eric Gustafson från 1977 fram till hans död 1981. Hon är mor till kostymtecknaren Carina Ahrle och skådespelaren Leif Ahrle samt var syster till operettsångerskan Margit Rosengren.
Rosengren är begravd på Norra begravningsplatsen utanför Stockholm.

## Filmografi
- 1934 – Flickorna från Gamla Sta'n
- 1934 – Kvinnorna kring Larsson
- 1935 – Flickor på fabrik
- 1935 – Larsson i andra giftet
- 1936 – Kvartetten som sprängdes
- 1937 – Skicka hem Nr. 7
- 1937 – En sjöman går iland
- 1938 – Kloka gubben
- 1939 – Efterlyst
- 1940 – Åh, en så'n advokat
- 1940 – Lillebror och jag
- 1941 – Uppåt igen
- 1945 – Moderskapets kval och lycka
- 1945 – Sextetten Karlsson
- 1945 – Skådetennis
- 1948 – Glada paraden
- 1952 – Åke klarar biffen
- 1955 – Het är min längtan
- 1958 – Gäst hos bagaren
- 1979 – I frid och värdighet

### TV-produktioner
- 1960 – 16 år
- 1963 – Här kommer Petter (TV-serie)
- 1966 – En småstad vid seklets början (TV-serie) [8]

## Teater

### Roller (ej komplett)
| År   | Roll                  | Produktion                                              | Regi               | Teater         |
| ---- | --------------------- | ------------------------------------------------------- | ------------------ | -------------- |
| 1933 | Isabella              | Pickwick-klubben František Langer efter Charles Dickens | Olof Molander      | Dramaten       |
| 1934 | Medverkande           | Razzia, revy Kar de Mumma                               | Harry Roeck-Hansen | Blancheteatern |
| 1934 | Augustine             | Tovaritch Jacques Deval                                 | Ernst Eklund       | Komediteatern  |
| 1935 |                       | Vi måste gifta bort mamma Neil Grant                    | Alice Eklund       | Komediteatern  |
| 1935 | Linda Brown           | Tonvikt på ungdomen Samson Raphaelson                   | Ernst Eklund       | Komediteatern  |
| 1935 |                       | Nöddebo prästgård Elith Reumert                         | Gösta Terserus     | Komediteatern  |
| 1937 | Annette Fabre-Marines | Min son ministern André Birabeau                        | Martha Lundholm    | Vasateatern    |
| 1937 | Fru Larsson           | Melodien som kom bort Kjeld Abell                       | Per Lindberg       | Vasateatern    |
| 1937 | Ilse                  | Vår egen tid Leck Fischer                               | Martha Lundholm    | Vasateatern    |
| 1938 |                       | Gösta Berlings saga Selma Lagerlöf                      | Johan Falck        | Riksteatern    |
| 1957 |                       | Ont blod (The Bad Seed) Maxwell Anderson                | Per-Axel Branner   | Alléteatern    |

## Radioteater

### Roller
| År   | Roll         | Produktion                 | Regi             |
| ---- | ------------ | -------------------------- | ---------------- |
| 1961 | Vickes mamma | Önskeskogen Astrid Ribrant | Manne Grünberger |